# Campionati europei di tiro a volo 2023
I Campionati europei di tiro a volo 2023 sono stati la 53ª edizione della competizione organizzata dalla Federazione europea di tiro.
Si sono svolti dal 8 al 27 settembre 2023 a Osijek, in Croazia.

## Medagliere
| Posiz. | Nazione     | Oro | Argento | Bronzo | Totale |
| ------ | ----------- | --- | ------- | ------ | ------ |
| 1      | Italia      | 9   | 3       | 7      | 19     |
| 2      | Regno Unito | 2   | 0       | 6      | 8      |
| 3      | Grecia      | 2   | 0       | 0      | 2      |
| 4      | Slovacchia  | 1   | 5       | 1      | 7      |
| 5      | Spagna      | 1   | 2       | 2      | 5      |
| 6      | Finlandia   | 1   | 1       | 0      | 2      |
| 7      | Croazia     | 1   | 0       | 0      | 1      |
| 7      | Portogallo  | 1   | 0       | 0      | 1      |
| 7      | Romania     | 1   | 0       | 0      | 1      |
| 8      | Rep. Ceca   | 0   | 6       | 0      | 6      |
| 9      | Malta       | 0   | 1       | 0      | 1      |
| 9      | Cipro       | 0   | 1       | 0      | 1      |
| 9      | Ucraina     | 0   | 1       | 0      | 1      |
| 10     | Germania    | 0   | 0       | 2      | 2      |
| 11     | Francia     | 0   | 0       | 1      | 1      |
| 11     | Turchia     | 0   | 0       | 1      | 1      |
| Totale | Totale      | 20  | 20      | 20     | 60     |

## Podi

### Trap
Senior
| Evento                   | Oro                                                          | Argento                                                       | Bronzo                                                      |
| Individuale maschile     | Giovanni Cernogoraz                                          | Mauro De Filippis                                             | Sebastien Guerrero                                          |
| Gara a squadre maschile  | Regno Unito Aaron Headin Steven Scott Nathan Hales           | Rep. Ceca Jiří Lipták Jan Palacký David Kostelecký            | Italia Mauro De Filippis Massimo Fabbrizi Giovanni Pellielo |
| Individuale femminile    | Maria Coelho de Barros                                       | Silvana Stanco                                                | Fátima Gálvez                                               |
| Gara a squadre femminile | Finlandia Satu Mäkelä-Nummela Noora Antikainen Mopsi Veromaa | Slovacchia Nikola Molnárová Jana Špotáková Zuzana Štefečeková | Italia Jessica Rossi Maria Lucia Palmitessa Silvana Stanco  |
| Gara a squadre mista     | Italia Giovanni Pellielo Jessica Rossi                       | Slovacchia Zuzana Štefečeková Erik Varga                      | Turchia Safiye Sariturk Oguzhan Tuzun                       |

Juniores
| Evento                            | Oro                                                           | Argento                                                                  | Bronzo                                                       |
| Individuale maschile juniores     | Francesco-Alessandro Tiganescu                                | Adrian Lopez Diaz                                                        | Emanuele Iezzi                                               |
| Gara a squadre maschile juniores  | Italia Matteo Dambrosi Valentino Curti Emanuele Iezzi         | Spagna Adrian Lopez Diaz Jon Lecanda Alcibar Daniel Fernandez de Vicente | Turchia Huseyin Ozmen Erdogan Akkaya Suleyman Guvercin       |
| Individuale femminile juniores    | Noelia Pontes Villarrubia                                     | Zina Hrdličková                                                          | Sofia Littame                                                |
| Gara a squadre femminile juniores | Italia Sofia Littame Maria Teresa Maccioni Giorgia Lenticchia | Rep. Ceca Zina Hrdličková Tereza Zavisková Martina Matejková             | Regno Unito Madeleine Purser Tegan Hart Leah Southall        |
| Gara a squadre mista juniores     | Italia Valentino Curti Giorgia Lenticchia                     | Rep. Ceca Jacub Kostelecky Martina Matějková                             | Spagna Daniel Fernandez De Vicente Noelia Pontes Villarrubia |

### Skeet
| Evento                   | Oro                                                        | Argento                                                   | Bronzo                                                       |
| Individuale maschile     | Charalambos Chalkiadakis                                   | Marlon Attard                                             | Tammaro Cassandro                                            |
| Gara a squadre maschile  | Italia Tammaro Cassandro Elia Sdruccioli Gabriele Rossetti | Rep. Ceca Radek Prokop Jakub Tomeček Tomáš Nýdrle         | Germania Sven Korte Christopher Honkomp Vincent Haaga        |
| Individuale femminile    | Danka Barteková                                            | Diana Bacosi                                              | Amber Rutter                                                 |
| Gara a squadre femminile | Italia Diana Bacosi Martina Bartolomei Simona Scocchetti   | Slovacchia Vanesa Hocková Monika Štibravá Lucia Kopčanová | Template:GBR2 Alexandra Skeggs Emily Jane Hibbs Amber Rutter |
| Gara a squadre mista     | Regno Unito Ben Llewellin Amber Rutter                     | Rep. Ceca Tomáš Nýdrle Martina Kučerová                   | Italia Tammaro Cassandro Diana Bacosi                        |

Juniores
| Evento                            | Oro                                                     | Argento                                                       | Bronzo                                                                           |
| Individuale maschile juniores     | Panagiotis Gerochristos                                 | Andreas Pontikis                                              | Andrea Galardini                                                                 |
| Gara a squadre maschile juniores  | Italia Marco Coco Francesco Bernardini Andrea Galardini | Finlandia Lassi Kauppinen Eino Peltomaeki Ukko-Pekka Maekinen | Germania Linus Wienker Tim Krause Luis Lange                                     |
| Individuale femminile juniores    | Elizaveta Boiarshinova                                  | Miroslava Hocková                                             | Madeleine Zarina Russell                                                         |
| Gara a squadre femminile juniores | Italia Damiana Paolacci Viola Picciolli Sara Bongini    | Slovacchia Adela Supeková Adriana Zajíčková Miroslava Hocková | Template:GBR2 Phoebe Grace Bodley-Scott Sophie Herrmann Madeleine Zarina Russell |
| Gara a squadre mista juniores     | Italia Andrea Galardini Sara Bongini                    | Ucraina Ivan Ragulia Valeriia Bartysheva                      | Slovacchia Ladislav Nemeth Miroslava Hocková                                     |

## Quote olimpiche
Tali campionati europei erano valevoli anche come evento di qualificazione per i Giochi della XXXIII Olimpiade
| Nazioni           | Uomini | Uomini | Donne | Donne | Totale |
| Nazioni           | Trap   | Skeet  | Trap  | Skeet | Totale |
| ----------------- | ------ | ------ | ----- | ----- | ------ |
| Italia            | 1      |        |       |       | 1      |
| Germania          |        |        |       | 1     | 1      |
| Grecia            |        | 1      |       |       | 1      |
| Portogallo        |        |        | 1     |       | 1      |
| Totale: 4 nazioni | 1      | 1      | 1     | 1     | 4      |